# 唐姬 (东汉)
唐姬（？年—？年），东汉颍川郾县（今河南郾城）人，少帝劉辯之妃妾，汉献帝时受封为弘農王妃（而非弘農王后）。东汉會稽郡太守唐瑁之女。

## 生平
董卓命李儒毒殺少帝之際，少帝知難逃一死，便與妻子唐姬和宮人們餞別。少帝悲歌：
天道易兮我何艱！棄萬乘兮退守蕃。
逆臣見迫兮命不延，逝將去汝兮適幽玄！
又讓唐姬跳舞，唐姬舉袖唱道：
皇天崩兮后土穨，身為帝兮命夭摧。
死生路異兮從此乖，柰我煢獨兮心中哀！
接著嗚咽的哭了起來，旁人也跟著欷歔感傷。少帝向唐姬說：「妳曾經是帝王之妃，以後就不能再改嫁給小吏庶民做妻子。妳要好好照顧自己，我們就此告別了！」
說完之後，少帝便飲毒酒而死，年僅十五歲。
少帝死後，唐姬回到娘家。父亲唐瑁想將她改嫁，但唐姬堅持不從。後來李傕破長安，派兵擄掠關東地區，擄獲唐姬。李傕想娶她為妻，唐姬完全不答應，也始終沒說出她是少帝妻子的事。後來尚書賈詡知道這件事，報告給汉献帝知道，獻帝相當感傷，便下詔將唐姬接到少帝的陵園，並且封她為弘農王妃。

## 親屬
- 祖父或為唐珍[3]。
- 父唐瑁，官至會稽郡太守。

## 小说形象
- 在三国演义中，唐姬被李儒命武士绞死，这与史实不符。

## 影視作品
- 電視劇《曹操》（2015年）：马丹旎

- 電視劇《三國機密之潛龍在淵》（2018年）：董潔

## 游戏作品
- 游戏《三國殺》（2021年）